# Sjölaxvik
Sjölaxvik är en vik i Finland. Den ligger i landskapet Egentliga Finland, i den södra delen av landet, 110 km väster om huvudstaden Helsingfors.
Sjölaxvik ligger mellan Kimitoön i väster och Finnarvfjärden och Falkbergsfjärden i öster. Torsbölebäcken utmynnar i Sjölaxvik.